# Doftrandkaktus
Doftrandkaktus (Copiapoa esmeraldana) är en art inom randkaktussläktet och familjen kaktusväxter, som har sin naturliga utbredning i ett område söder om Esmeralda i Chile.

## Beskrivning
Doftrandkaktus är en tillplattat klotformad kaktus som är klargrön, brunaktig eller rödaktig i färgen. Den har en stor rovformad pålrot där den lagrar vatten och näring. Den är uppdelad i 13 till 16 åsar som blir 6 till 10 millimeter höga och är uppdelade i vårtor. På vårtorna sitter raka bruna taggar som består av 3 till 4 centraltaggar och blir 1 till 2 centimeter långa. Runt dessa sitter 6 till 8 radiärtaggar som blir 5 till 10 millimeter långa. Blommorna är gula, blir upp till 32 millimeter i diameter och doftar mycket. Frukten är klotformad och blekgrön då den är mogen.